# Perithemis mooma
Perithemis mooma is een libellensoort uit de familie van de korenbouten (Libellulidae), onderorde echte libellen (Anisoptera).
De wetenschappelijke naam Perithemis mooma is voor het eerst geldig gepubliceerd in 1889 door Kirby.